# Vince Powell
Vincent Joseph Powell (6 de agosto de 1928 - 13 de julho de 2009) foi um roteirista de televisão britânico. Ele era conhecido por sua colaboração com o parceiro de escrita Harry Driver.

## Vida pregressa
Powell nasceu como Vincent Joseph Smith para pais católicos em Miles Platting, Manchester. Quando ele tinha cinco anos, sua mãe morreu; dois anos depois, seu pai se casou novamente. Powell começou sua carreira como alfaiate seguindo o exemplo de seu pai, enquanto cantava como comediante à noite. Foi no circuito local que Powell conheceu Harry Driver. Uma parceria de performance sob o nome Hammond e Powell durou até 1955, quando a saúde e a mobilidade física de Driver se tornaram severamente prejudicadas pelo início da poliomielite.

## Carreira
Com seu parceiro de escrita, Harry Driver, a parceria foi contratada para escrever material para o comediante Harry Worth em Manchester para a BBC em 1960. O show, Here Harry (co-escrito com Frank Roscoe) durou cinco anos. A parceria foi mais conhecida por escrever para os franqueados da ITV desde o início dos anos 1960, começando pela Coronation Street em 1961; Powell deixou de escrever para o programa em 1964, mas o envolvimento de Driver continuou até que ele morreu em 1973. Powell e Driver criaram e escreveram 11 sitcoms para a ITV em um período de oito anos, incluindo os programas Bless This House ( com Sid James ) e Love Thy Neighbor, embora outros escritores contribuíram com roteiros para ambas as séries. O último programa, de acordo com o The Times, foi "um dos mais notórios da televisão, se na época altamente popular, comédias". Enquanto "pretendia desbancar os estereótipos raciais", "ficou amplamente condenado por fazer exatamente o oposto".

## Projetos de script
Outras séries populares criadas e escritas por eles para o ITV incluem:
- Pardon the Expression (1965–66), estrelado por Arthur Lowe, reprisando o papel de Leonard Swindley, assim se separando da Coronation Street.
- George and the Dragon (1966-1968), estrelado por Sid James e Peggy Mount como motorista e governanta do coronel Maynard ( John Le Mesurier )
- Never Mind the Quality, Feel the Width (1967-1971), definido no comércio de pano de Londres, apresentando um par de alfaiates etnicamente mal-adaptados, o judeu Manny Cohen ( John Bluthal ) e o irlandês-católico Patrick Kelly ( Joe Lynch )
- Nearest and Dearest (1968–1973), em Pickle Factory em Colne, North-West of England, estrelando Hylda Baker e Jimmy Jewel como irmãos briguentos Nellie e Eli Pledge, administrando o negócio da Pickle Factory pai. Powell e Driver partiram após a primeira série, embora o programa (depois escrito por novos roteiristas, como Roy Bottomley e Tom Brennand) continuasse na ausência deles.
- Two in Clover (1969-1970), estrelado por Sid James e Victor Spinetti, como Clerks-torn-Farmers
- For the Love of Ada (1970–71), em que Irene Handl e Wilfred Pickles participaram romanticamente dos pensionistas
- Bless This House (1971–76), estrelado por Sid James e Diana Coupland, como Sid e Jean Abbott, juntamente com Robin Stewart e Sally Geeson como seu filho adolescente e filha, vivendo em Birch Avenue, Putney.
- Love Thy Neighbour (1972–1976), centrada em torno de um casal branco suburbano, com um casal negro vivendo como vizinho em Twickenham nos anos 70, perto de Londres, durante uma época em que a Grã-Bretanha estava lidando com a população de imigrantes negros. A série apresentou Jack Smethurst e Kate Williams como Eddie e Joan Booth, com Rudolph Walker e Nina Baden-Semper como Bill e Barbie Reynolds.
- Spring And Autumn (1973-1976), estrelando Jimmy Jewel como um viúvo aposentado, partindo de Up North para morar com sua filha e seu marido em um arranha-céu, Down South, e muito menos fazendo amizade com um cockney pré-adolescente rapaz.

Após a morte de Driver, Powell foi solo no roteiro e criou shows posteriores como:
- The Wackers (1975), ambientado em meados dos anos 70 em Liverpool, estrelado por Ken Jones e Sheila Fay, juntamente com Joe Gladwin.
- Mind Your Language (1977–1979, 1986), estrelado por Barry Evans (recém-chegado do sucesso, na série Doctor in the House ) como o professor de língua estrangeira inglesa Jeremy Brown, em uma faculdade de educação de adultos de personagens estrangeiros no final do século XX. Londres dos anos 70.
- Young at Heart (1977-1982),
- Bottle Boys (1984-85), estrelado por Robin Askwith como Dave Deacon, um obcecado por um jogador de futebol na Grã-Bretanha dos anos 80.

Powell também escreveu vários roteiros para a comédia popular dos anos 80, Never the Twain (1981-1991), estrelando Windsor Davies e Donald Sinden, também da Thames Television, escrevendo todos os episódios finais de 1989 a 1991. Além disso, ele escreveu 3 séries (20 episódios) da sitcom da Radio 2, For Better Or For Worse, com Gorden Kaye e Su Pollard, entre 1993 e 1996.
Powell contribuiu com material para os veículos Cilla Black, Blind Date (224 episódios) e Surprise, Surprise (130 episódios). Ele publicou sua autobiografia, From Rags to Gags, em 2008.

## Morte
Powell morreu aos 80 anos em Guildford, Surrey. Seu primeiro casamento terminou em divórcio; como fez seu segundo casamento, com Judi Smith. Seu terceiro casamento, para Geraldine Moore, terminou quando ele morreu. Ele teve um filho de seu segundo casamento e um filho e filha de seu terceiro.